# Capitulació de Pedralbes
La Capitulació de Pedralbes (o Pau de Pedralbes), signada el 24 d'octubre de 1472 al Monestir de Santa Maria de Pedralbes, significà el final de la Guerra Civil catalana (1462-1472), que acabà sense vencedors ni vençuts.
En la Capitulació, Joan el Sense Fe únicament demanà que s'anul·lés la Capitulació de Vilafranca. Les mesures de clemència i una preferència a la Diputació rebel davant la reialista, permetent seguir en el càrrec a diputats que havien estat opositors, van portar alguna divisió però van pacificar el país.

## Conseqüències
Calia treballar per solucionar els greus problemes econòmics, atès que Catalunya estava arruïnada després de la guerra, i moltes famílies havien vist els seus béns confiscats. Les Corts de 1473 abordaren el tema de la recuperació, que no se solucionaria.
Joan el Sense Fe va morir en 1479, deixant sense solució els principals problemes, que el seu fill Ferran II intentaria solucionar:
- En primer lloc, ocupant el Rosselló i la Cerdanya.
- El programa econòmic adoptat era, en part, el dels buscaires des de 1450.
- Es decideix també la reforma dels organismes dirigents de Catalunya: la Diputació i el Consell.
- El problema remença va ser el que va prendre més temps en solucionar-se.

Durant la Guerra dels remences, el cap dels remences Francesc de Verntallat va ser nomenat vescomte d'Hostoles, però la política sobre els mals usos va continuar sent ambigua, la qual cosa donà lloc a noves revoltes, com la de 1475. Fins i tot es va manifestar en mesures contra els remences (Corts de 1480). Aquesta política ambigua de Ferran II provocà que els nobles recuperessin drets perduts, i llavors es produeix la Segona guerra remença (1484) dirigida per Pere Joan Sala, que aconsegueix una revolta de grans proporcions.
Ferran, finalment, pren un compromís que es plasmà en la Sentència Arbitral de Guadalupe (1486), on els mals usos foren redimits mitjançant el pagament de seixanta sous per mas i els camperols aconseguiran una sèrie de llibertats. Amb aquests diners, els senyors van ser indemnitzats i al monarca se li va pagar una multa de 50 mil lliures. Els senyors van continuar tenint drets sobre els camperols cultivadors, però no de la forma humiliant com fins a aquell moment.